# Temple du Soleil (Sogamoso)
Pour les articles homonymes, voir Temple du Soleil.
Le Temple du Soleil de Sogamoso était un temple construit par le peuple Muisca, servant de lieu de culte pour leur dieu Soleil Sué. Le temple a été construit à Sogamoso, qui faisait alors partie de la Confédération muisca, et était également appelé Sugamuxi. Il était considéré comme étant le temple le plus important dans la religion Muisca. En 1537, des conquistadores espagnols dirigés par Gonzalo Jiménez de Quesada le détruisent accidentellement. Une reconstruction existe dorénavant dans le musée archéologique de Sogamoso.

## Historique
Le 4 septembre 1537, un groupe d'Espagnols sous les ordres de Gonzalo Jiménez de Quesada, arrive au Temple du Soleil tandis qu'ils sont à la recherche de l'Eldorado. Selon le prêtre espagnol Juan de Castellanos, les soldats Miguel Sánchez et Juan Rodríguez Parra seraient entrés dans le temple avec des torches et auraient mis accidentellement le feu à l'édifice, dont le toit était en chaume.